# آیین مستان
 آیین مستان نام یک آلبوم موسیقی اثر خلیل عالی نژاد، هنرمند ایرانی است که در سبک سنتی تهیه شده و دارای ۱۱ آهنگ است. عالی‌نژاد و گروه باباطاهر نیز در ساخت این آلبوم همکاری کرده‌اند.

## فهرست آهنگ‌ها
| ردیف | آهنگ |